# Кличав
Кличав (блр. Клічаў; рус. Кли́чев) је град у централном делу Републике Белорусије. Административни је центар Кличавског рејона Могиљовске области. Град се налази на 91 км југозападно од административног центра области града Могиљова.
Према попису становништва из 2009. у граду је живео 7.521 становник. 

## Историја
Насеље Кличав помиње се по први пут у писаним изворима из 1592. године као село Кличево у саставу Витебског Војводтва. Насеље постаје део Руске Империје 1793. и улази у састав тадашње Минске губерније. Према подацима за 1897. у селу је живело 77 породица са укупно 360 становника. 
Године 1924. Кличав постаје административни центар истоименог рејона који се налазио у саставу тадашњег Бабрујског округа Белоруске ССР, а у саставу Могиљовске области је од 1938. године када је и службено уређен као насеље урбаног типа.
Насеље је током Другог светског рата било познато као центар јаког партизанског и антифашистичког покрета отпора, и већ у марту 1942. било је у потпуности под контролом партизана. Чак је касније у насељу постојао и мали аеродром.
Кличав има административни статус града од 2000. године. Властити грб и заставу град је добио 2005. године. 

## Демографија
Према подацима пописа становништва из 2009. у граду је живео 7.521 становник.
| 1865. | 1897. | 1933. | 1959. | 1970. | 1979. | 1989. | 2009. |
| ----- | ----- | ----- | ----- | ----- | ----- | ----- | ----- |
| 427   | 528   | 1.900 | 3.283 | 4.683 | 7.021 | 8.073 | 7.521 |

## Саобраћај
Друмским саобраћајницама Кличав је повезан са Могиљовом, Бабрујском и Беразином, док се најближа железничка станица налази у месту Несета на 7 км северозападно од града (на линији Могиљов—Асиповичи). 